# Боголюбов Микола Михайлович
Боголю́бов Микола Михайлович (рос. Николай Михайлович Боголюбов, *8 (20) травня 1872, с. Павловське Ардатовського повіту Нижньогородської губернії, Росія — †14 травня 1934, м. Нижній Новгород, Росія) — філософ, богослов, протоієрей РПЦ МП. Доктор богослов'я (1917), професор (1913). Батько Миколи, Олексія, Михайла Боголюбових.

## Біографія
Закінчив Московську духовну академію (1896). Вивчав семітологію та єгиптологію, а також історію раннього християнства у Берлінському університеті.
Викладач логіки, психології та історії філософії в семінарії у Нижньому Новгороді (1900—1909); професор Історико-філологічного інституту князя Безбородька в Ніжині (1909—1913); професор богослов'я Університету святого Володимира (1913—1918).
У зв'язку з ліквідацією кафедри богослов'я в Університеті Києва, служив священиком у с. Велика Круча Пирятинського повіту на Полтавщині, настоятелем церкви св. Іоана Богослова (1919—1922), священиком Покровської церкви на Пріорці в Києві (1923—1925), настоятелем Спаської церкви в Нижньому Новгороді (1925—1934).
У 1928—1930 рр. арештований. Репресований (1928—1932).
Похований на Червоному кладовищі.

## Вшанування
У 1989 р. в Нижньому Новгороді на Спаській церкві, де служив Боголюбов, встановлено пам'ятну дошку.

## Праці
- (рос.)Теизм и пантеизм. Нижний Новгород, 1900;
- (рос.)Марксизм и наука. Нежин, 1912;
- (рос.)Кризис мифологического сознания в Индии и в Древней Греции. Нежин, 1915;
- (рос.)Философия религии. К., 1916;
- (рос.)К вопросу о происхождении христианства // Христиан. мысль. К., 1916.